# 페데리코 베르나르데스키
페데리코 베르나르데스키(이탈리아어: Federico Bernardeschi, 1994년 2월 16일, 카라라 ~ )는 이탈리아의 축구선수로, 현재 세리에 A의 볼로냐 소속이다.

## 클럽 경력
2013-2014 시즌 동안 베르나르데스키는 피오렌티나에서 크로토네로 임대를 떠난다. 그는 2013년 9월 8일에 페스카라를 상대로 세리에 B 데뷔전을 치렀다. 그는 75분에 소피앵 비다우이의 교체 선수로 출전했고, 경기는 2-2 무승부로 끝이 났다. 베르나르데스키는 첫 선발 출전한 경기에서 4골을 몰아넣었다.

## 국가대표 경력
- 2016 UEFA 유로
- 2021 UEFA 유로

## 출전 통계
| 클럽       | 시즌    | 출전 | 득점 | 도움 |
| ---------- | ------- | ---- | ---- | ---- |
| 크로토네   | 2013-14 | 39   | 12   |      |
| 피오렌티나 | 2014-15 | 10   | 3    | 2    |
| 피오렌티나 | 2015-16 | 41   | 6    | 4    |
| 피오렌티나 | 2016-17 | 42   | 14   | 5    |
| 유벤투스   | 2017-18 | 31   | 5    | 6    |
| 유벤투스   | 2018-19 | 39   | 3    | 4    |
| 유벤투스   | 2019-20 | 38   | 2    | 2    |
| 유벤투스   | 2020-21 | 39   | 0    | 3    |
| 유벤투스   | 2021-22 | 36   | 2    | 5    |
| 토론토     | 2022    | 14   | 8    | 2    |
| 토론토     | 2023    | 33   | 5    | 4    |
| 토론토     | 2024    | 37   | 9    | 8    |
| 토론토     | 2025    | 15   | 4    | 4    |

## 수상[1]
유벤투스
- 세리에 A: 2017–18, 2018–19, 2019–20
- 코파 이탈리아: 2017–18, 2020–21
- 수페르코파 이탈리아나: 2018, 2020

이탈리아
- UEFA 유럽 축구 선수권 대회: 2020

### 개인
- UEFA U-21 축구 선수권 대회 토너먼트의 팀 : 2017[2]
- MLS 올스타 : 2024
- 레드 패치 보이스 올해의 선수 : 2022, 2024
- AIAC 21세 이하 풋볼 리더상 : 2015-16

-  5등급 / 기사: Cavaliere Ordine al Merito della Repubblica Italiana: 2021